# کشتی هوایی فانتوم
کشتی هوایی فانتوم (به انگلیسی: Flying Phantom Ship) یک انیمه سینمایی محصول سال ۱۹۶۹ به کارگردانی هیروشی ایکدا و تهیه کنندگی توئی انیمیشن است. این یکی از اولین فیلم‌های انیمه بود که به زبان روسی دوبله شد و در تئاترهای سینمای اتحاد جماهیر شوروی سوسیالیستی نمایش داده شد. کار انیمیشن و طراحی روی ربات غول پیکر توسط هایائو میازاکی که آن زمان کاملاً ناشناخته بود، انجام شد.